# چوی چیس اسکشن تری (مریلند)
چوی چیس اسکشن تری (به انگلیسی: Chevy Chase Section Three) شهری در ایالت مریلند کشور ایالات متحده آمریکا است که جمعیت آن در سرشماری سال ۲۰۱۰ میلادی، ۷۶۰ نفر بوده‌است.